# Kevin McCall
Kevin McCall (ur. 25 lipca 1985 w Watts w stanie Kalifornia) – amerykański piosenkarz R&B, raper oraz producent, znany również jako K-Mac.